# Йеше Цогял
Йеше Цогял (757 – 817) е будистки учител (лама) и дакини, съпруга и ученичка на великия Ваджраяна учител гуру Падмасамбхава. Според легендата тя се родила по същия начин като самия Буда Шакямуни: докато майка и раждала безболезнено звучали мантри. Смята се, че тя е прераждане на майката на Буда Мая Деви. 
Казва се, че като малко момиче тя отправяла пожелания за щастието на всички чувстващи същества. На шестнадесетгодишна възраст тя била въведена в будизма от Гуру Падмасамбхава. Макар че първоначално тя била една от съпругите на крал Трисонг Децен, тя била дадена на Падмасамбхава и става негова главна съпруга и ученичка. По такъв начин тя е и ключова фигура сред основателите на Нингма – старата школа на тибетския будизъм. Поради силата на своята реализация Йеше Цогял заедно със своя учител и съпруг участва в създаването и скриването на безбройни Терми (скритите съкровища на приемствеността) по цял Тибет. Така те защитават приемствеността на школата през периода на крал Лангдарма и след него, когато се възстановява добудистката традиция Бон и практически всички манастири са разрушени или затворени.